# Antoni Kuźniarski

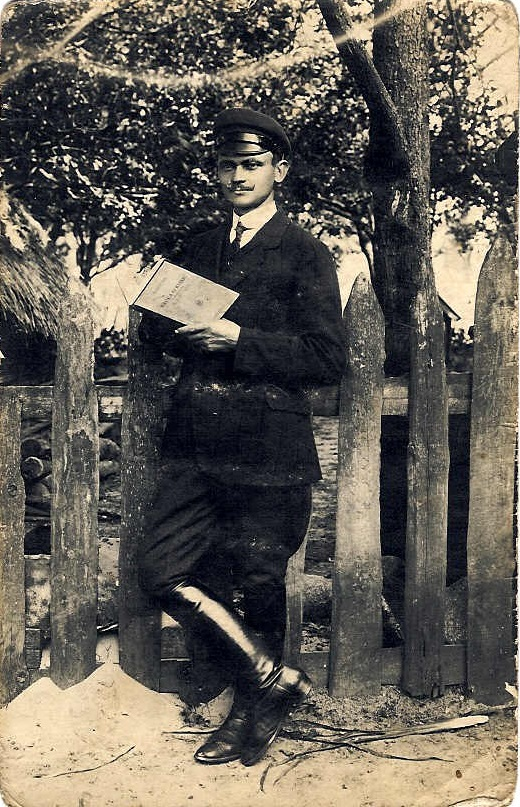
Antoni Kuźniarski

Antoni Kuźniarski (ur. 10 maja 1868 w Latowiczu, zm. 26 grudnia 1945 tamże) – polski działacz społeczny, bibliofil, bibliotekarz, z zawodu stolarz, gospodarz małorolny, współzałożyciel i skarbnik Spółdzielni Spożywców, współzałożyciel Ochotniczej Straży Pożarnej w Latowiczu, członek Komitetu Budowy Kościoła w Latowiczu w latach 1899–1911, założyciel pierwszej biblioteki w gminie Latowicz. 

## Życiorys
Bibliotekę założył w 1891. Zbiory uchronił przed zniszczeniem podczas I i II wojny światowej. Działalność bibliotekarską prowadził do 1945. Zgromadzony księgozbiór liczył w 1935 ponad 3000 książek, zaś w 1946 cały księgozbiór oszacowano na 7000 woluminów. Księgozbiór stanowiły: powieści (75%), poezja i dramaty (5%), książki z historii (8%), religii i nauk przyrodniczych. Były to utwory polskich i obcych klasyków, encyklopedie, albumy, słowniki, dzieła naukowe z dziedziny sztuki, kultury, popularna literatura rolnicza, ważniejsze polskie czasopisma literackie i magazyny ilustrowane. Książki i czasopisma sam oprawiał w twarde okładki. Najpoczytniejsze pozycje Kuźniarski dublował, nabywał różne wydania, a niektóre książki – Pan Tadeusz, O obrotach ciał niebieskich – krążyły w ręcznych odpisach wykonanych przez niego. Zbiory Kuźniarskiego zasilały okoliczne szkoły, parafie i urzędy z powiatu mińskiego. Wypożyczanie książek odbywało się bezpłatnie w niedziele i święta. Kuźniarski organizował dyskusje z czytelnikami. 

## Odznaczenia
- Srebrny Wawrzyn Akademicki (5 listopada 1935)[1].

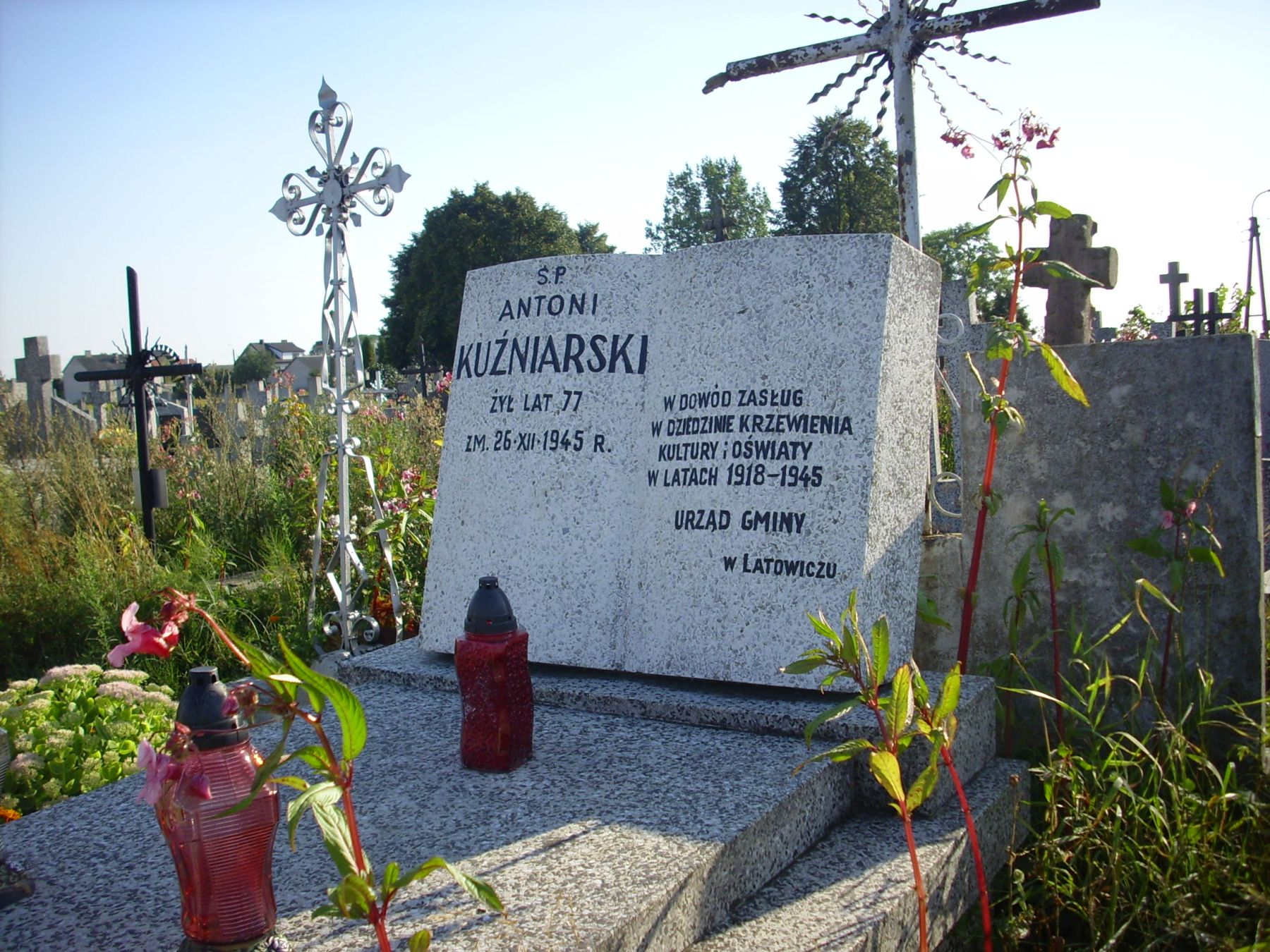
Grób Antoniego Kuźniarskiego na nowym cmentarzu w Latowiczu

## Upamiętnienie
Jego imieniem nazwano jedną z ulic oraz Gminną Bibliotekę Publiczną w Latowiczu.